# Reflexivt pronomen
Ett reflexivt pronomen är inom grammatiken ett pronomen som i regel syftar tillbaka på subjektet i samma sats. Syntaktiskt särskiljs två typer, i svenskan representerade av det substantiviska sig och det adjektiviska/substantiviska sin (sitt, sina).

## Substantiviska reflexiva pronomen
Pronomenet sig är vanligen direkt eller indirekt objekt, men förekommer även efter preposition. Det används endast i 3:e person, till exempel Han/De rakar sig. I 1:a och 2:a person används icke-reflexiva - alltså "vanliga" - personliga pronomen, till exempel Jag känner mig trött. Ryskans motsvarighet till sig, sebja, används dock även i 1:a och 2:a person: Ja tjuvstvuju sebja ustavsjim.
Ett närstående ord, dock med den syntaktiska funktionen predikativ, är själv, som ibland förstärker ett reflexivt pronomen eller ett personligt pronomen i reflexiv position, till exempel Känn dig själv! I engelskan är motsvarande ord, self, sammansättningsled i en komplett uppsättning reflexiva pronomen, inkluderande även det indefinita oneself. Dessa kan dessutom vara såväl objekt som predikativ; i senare fallet motsvaras engelskans reflexiva pronomen av ordet själv i svenskan: I saw it myself - Jag såg det själv.
Se även reflexivt verb.

## Adjektiviska reflexiva pronomen
Pronomenet sin uppträder som ett attribut, vars huvudord är koreferent med - alltså syftar tillbaka på - subjektet i samma sats eller på ett motsvarande ord i satsförkortningar o.d. I följande mening är Daniel subjekt: 
Daniel dansar med sin fru. (reflexiv syftning: Daniel dansar med Daniels fru)
Daniels bästa vän heter Ali. Daniel dansar med hans fru. (icke-reflexiv syftning: Daniel dansar med Alis fru)
Några århundraden e.Kr. försvann det reflexiva pronomet från den västra dialekten av urgermanska, och därför kan varken engelska eller tyska göra denna distinktion,  eng. Daniel is dancing with his wife är alltså tvetydigt. Ryskan har behållit direkt motsvarighet till sin, nämligen svoj, vilken gärna, men inte obligatoriskt, används även i 1:a och 2:a person: Jag älskar min katt heter Ja ljublju svojego kota (eller mojego) kota. (rys. Я люблю своего/моего кота)

## Etymologi

### Sig
Sig går tillbaka på urindoeuropeiskans *s(w)e-, vilket rimligtvis var reflexivt även där, med flera släktord, såsom latinska se, kyrkslaviska se, sanskritska sva-, klassisk grekiska heos etc.

### Reflexiv
Kommer ytterst av latinets re- (= åter, tillbaka) samt flectere (= böja), d.v.s. bakåtvänd, återkastad. Sedan 1815.